# لی هایکونگ
لی هایکونگ (انگلیسی: Li Haicong؛ زادهٔ ۲ فوریهٔ ۱۹۷۱) تیرانداز اهل چین بود. وی در بازی‌های المپیک تابستانی ۱۹۹۶ حضور داشته‌است.